# Melanie Scrofano
Melanie Scrofano (Ottawa, Ontario; 20 de diciembre de 1981) es una actriz y directora canadiense, más conocida por su papel como la señora McMurray en la serie de comedia Letterkenny (en el servicio de streaming Crave), Rebecca en la serie de comedia dramática Being Erica (en la CBC), Octubre en la serie de falso documental Pure Pwnage (en el canal canadiense Showcase), Tia en la serie de drama fantástico The Listener (en CTV) y el personaje principal de la serie de ficción sobrenatural western Wynonna Earp (Syfy).

## Biografía
Scrofano nació en Ottawa, Ontario. Su madre trabaja para el gobierno y su padre es ingeniero. Es de ascendencia francesa, canadiense e italiana. Empezó como modelo a los 13 años y comenzó a actuar cuando su agente la presentó para papeles de actriz.

## Vida personal
En julio del 2017 se reveló en un artículo de Variety que Scrofano estuvo embarazada durante el rodaje de la segunda temporada de Wynonna Earp. Dio a luz a un niño en abril de 2017, poco después terminó la producción de la segunda temporada.

## Filmografía

### Cine
| Año  | Título                | Función                        | Notas |
| ---- | --------------------- | ------------------------------ | ----- |
| 2008 | Baby Blues            | Mani Blanco                    |       |
| 2009 | A Good Meal           | Nancy                          |       |
| 2009 | Saw VI                | Gena                           |       |
| 2011 | Citizen Gangster      | Ann Roberts                    |       |
| 2012 | The Conspiracy        | Sarah                          |       |
| 2012 | Nurse 3D              | Rachel Adams                   |       |
| 2014 | Wolves                | Gail Timmins                   |       |
| 2014 | RoboCop               | Esposa del hombre con prótesis |       |
| 2015 | A Sunday Kind of Love | Emma / Muerte                  |       |
| 2015 | Mangiacake            | Tessa                          |       |
| 2018 | Birdland              | Merle James                    |       |
| 2019 | Noche de Bodas        | Emilie                         | [ 8 ] |
| 2020 | Cazador de silencio   | Debbie                         | [ 9 ] |
| 2022 | Welcome to Mama's     | Amy                            |       |
| 2022 | The End of Sex        | Wendy                          |       |

### Televisión
| Año           | Título                                | Función                    | Notas                                                                          |
| ------------- | ------------------------------------- | -------------------------- | ------------------------------------------------------------------------------ |
| 2002          | Undressed                             | Isobel                     |                                                                                |
| 2003          | Mob Stories                           | Menard Novia               | Episodio: "Don de St. Leonard"                                                 |
| 2004          | Naked Josh                            | Marla                      | Episodio: "Family Misgivings"                                                  |
| 2006          | Beautiful People                      | Emma Lovren                | Episodios: "Best Face Forward", "And the Winner Is..."                         |
| 2006–2007     | Jeff Ltd.                             | Nathalie                   | 4 episodios                                                                    |
| 2007          | Sobrenatural                          | Chica cerca de la muerte   | Episodio: "Qué Es y Qué Nunca Tendría que Ser"                                 |
| 2008          | Anne of Green Gables: A New Beginning | Brigitte                   | Película televisiva                                                            |
| 2009          | Manson                                | Leslie van Houten          | Película de televisión                                                         |
| 2010          | Kids in the Hall: Death Comes to Town | Chica francesa / Peg Liaro | Episodio: "Who Mailed Our Mayor?"                                              |
| 2010          | Pure Pwnage                           | Octubre                    | Papel principal                                                                |
| 2010          | Covert Affairs                        | Jane / Mujer #2            | Episodio: Piloto                                                               |
| 2010          | Baxter                                | Señora Mansfield           | 3 episodios                                                                    |
| 2010          | Being Erica                           | Rebecca                    | Papel recurrente, 10 episodios                                                 |
| 2011          | Mudpit                                | Leah                       | Episodio: "Travellin' Band"                                                    |
| 2011          | Rookie Blue                           | Sophie Lewis               | Episodio: "El Aquello se Escapó"                                               |
| 2011          | Dave vs Death                         | Sheila                     | Short                                                                          |
| 2011          | Flashpoint                            | Holly McCord               | Episodio: "Grounded"                                                           |
| 2011          | Stay with Me                          | Alison                     | Película de televisión                                                         |
| 2012          | Haven                                 | Noelle                     | Episodios: "Hora Mágica: Partes 1 & 2"                                         |
| 2012          | Saving Hope                           | Kym Spencer                | Episodio: "Contacto"                                                           |
| 2012          | Almacén 13                            | Alice/Kristen              | Episodio: "Fracturas"                                                          |
| 2012          | Heartland                             | Hayley Power               | Episodio: "la vida Es una Carretera "                                          |
| 2012–2014     | The Listener                          | Tia Tremblay               | Papel recurrente (temporada 3); papel principal (temporadas 4–5); 23 episodios |
| 2013          | Rewind                                | Jessica Knox               | Película de televisión                                                         |
| 2013          | The Golden Ticket                     | Andrea                     | Corto                                                                          |
| 2013          | Degrassi: The Next Generation         | Meredith Fox               | 2 episodios                                                                    |
| 2015          | Gangland Undercover                   | Suzanna                    | Papel principal                                                                |
| 2016          | Damien                                | Veronica Selvaggio         | Papel principal, 6 episodios                                                   |
| 2016          | Sucesor designado                     | Lisa Jordania              | 4 episodios                                                                    |
| 2016–2021     | Wynonna Earp                          | Wynonna Earp               | Papel principal                                                                |
| 2016–presente | Letterkenny                           | Señora McMurray            | 10 episodios                                                                   |
| 2018          | Frankie Drake Mysteries               | Jenny Shaw                 | Episodio: "Lazos que Ata"                                                      |
| 2018          | Bad Blood                             | Valentina Cosoleto         | Papel principal (temporada 2)                                                  |
| 2021          | SurrealEstate                         | Harper North               | Episodio: "For Sale by Owner"; también directora de 2 episodios                |
| 2022          | Star Trek: Strange New Worlds         | Capitana Batel             | Episodios: "Strange New Worlds", "A Quality of Mercy"                          |

## Premios y nominaciones
| Año  | Premio                 | Categoría                               | Trabajo nominado        | Resultado | Ref.   |
| ---- | ---------------------- | --------------------------------------- | ----------------------- | --------- | ------ |
| 2017 | E! Awards              | Girl on Top                             | Wynonna Earp            | Ganadora  | [ 11 ] |
| 2018 | Canadian Screen Awards | Audience Choice Award                   | Ella                    | Top 3     | [ 12 ] |
| 2019 | Canadian Screen Awards | Mejor actriz principal, Serie dramática | Wynonna Earp            | Nominada  | [ 13 ] |
| 2020 | Canadian Screen Awards | Audience Choice Award                   | Ella misma/Wynonna Earp | Nominada  | [ 14 ] |
| 2021 | Canadian Screen Awards | Audience Choice Award                   | Ella misma/Wynonna Earp | Ganadora  | [ 15 ] |
| 2021 | Canadian Screen Awards | Mejor actriz principal, Serie de Drama  | Wynonna Earp            | Nominada  | [ 16 ] |
| 2022 | Canadian Screen Awards | Mejor actriz principal, Serie de Drama  | Wynonna Earp            | Nominada  | [ 17 ] |